# Santa Maria (brod)
Santa Maria je naziv za karaku koja je služila kao admiralski brod Kristoforu Kolumbu na njegovoj prvoj ekspediciji 1492. godine.
Uz Santa Mariju su bila još dva manja broda - karavele Santa Clara poznatija pod nadimkom Niña (španjolski djevojčica, pošalica na račun vlasnika Juana Niña) te Pinta (španjolski obojena).
Santa Maria se ispočetka zvala La Gallega (Galicijanka), jer je sagrađena u Galiciji. Imala je 18 m dužine i tri jarbola. 
Svjedočanstva govore da se prilično dobro držala za vrijeme prvog prijelaza Atlantskog oceana. Dana 25. prosinca 1492. se nasukala na obalu Hispaniole, te je morala biti napuštena.